# Trittico (Puccini)
Il Trittico è il titolo cumulativo con cui sono conosciute tre opere in un atto di Giacomo Puccini: Il tabarro su libretto di Giuseppe Adami, Suor Angelica e Gianni Schicchi su libretto di Giovacchino Forzano.

## Sviluppo e composizione
Intorno al 1904, Puccini iniziò la pianificazione di una serie di opere in un atto, in gran parte a causa del successo di Cavalleria rusticana di Pietro Mascagni. In origine, aveva in mente di scrivere ogni opera per riprendere ognuna delle tre cantiche della Divina Commedia di Dante. Tuttavia, alla fine basò solo Gianni Schicchi sul poema di Dante. Inizialmente Puccini compose solo Il tabarro (l'idea originaria gli fu suggerita dall'ascolto a Parigi, nel 1912, del dramma La houppelande di Didier Gold). Solo in seguito pensò di accompagnare questo truce dramma con altri due lavori di carattere contrastante, appunto Suor Angelica, scritta tra la fine del 1916 ed i primi mesi del 1917, e Gianni Schicchi, terminato nella primavera del 1918.

## Prima rappresentazione
Le tre opere furono rappresentate in prima assoluta il 14 dicembre 1918 al Metropolitan di New York, poche settimane dopo la firma dell'armistizio che aveva posto fine alla prima guerra mondiale. Gatti Casazza aveva procurato gli interpreti migliori disponibili sul mercato statunitense (Claudia Muzio, Luigi Montesanto e Giulio Crimi per Il Tabarro , Geraldine Ferrar per Suor Angelica, Giuseppe De Luca il Crimi e Florence Easton per Gianni Schicchi). Per via dei collegamenti difficili sulle rotte transoceaniche, Puccini non poté recarsi a New York per sovrintendere personalmente alla messinscena, tuttavia la direzione del Metropolitan preparò uno spettacolo impeccabile. La sera della prima, diretta dal Maestro Roberto Moranzoni (barese e allievo di Mascagni) il teatro era gremito e l'incasso superò le 75.000 lire; l'esito critico fu positivo per Gianni Schicchi e per Il Tabarro, mentre Suor Angelica venne giudicata un po' fredda.

## Critica
Sebbene all'inizio fosse apprezzato soprattutto Gianni Schicchi (che comunque rimane la più rappresentata fra le tre opere anche per la famosa aria O mio babbino caro), mentre Puccini preferiva Suor Angelica, oggi l'orientamento della critica è mutato e tutte e tre le opere sono entrate a pieno titolo nei repertori dei teatri lirici.

## Posto nel repertorio
Puccini voleva che tutte e tre le opere fossero eseguite come un insieme, e scrisse a Casa Ricordi per lamentarsi del permesso nel 1920 alla Royal Opera House di Londra di eseguire Il tabarro e Gianni Schicchi senza Suor Angelica. Accettò con riluttanza che le due opere fossero date in un programma con i Balletti russi di Sergej Djagilev, ma quando venne a sapere che Il tabarro era stato lasciato cadere, scrisse all'amica Sybil Seligman per dire "Mi spiace molto che il Trittico venga rappresentato in pezzi - ho dato il permesso per due opere, e non una, in collaborazione con il Balletto russo ". Raramente, però, vengono eseguite tutte assieme, sebbene abbiano conquistato un posto stabile in cartellone.
In televisione è nota la versione del 2008 del Teatro alla Scala di Milano diretta da Riccardo Chailly per la regia di Luca Ronconi ripresa da Rai 2 e trasmessa anche da Classica HD e Rai 5.

## Sinossi
- Il tabarro

Luogo: Una chiatta sulla Senna a Parigi.

Tempo: 1910.

L'opera è molto scura e cupa, piena di violenza: ha un carattere verista.
- Suor Angelica

Luogo: Un convento vicino a Siena.

Tempo: L'ultima parte del XVII secolo.

Questa seconda opera, la preferita di Puccini (ma di solito è quella che viene omessa se sono eseguite solo due opere), è un racconto edificante sulla redenzione religiosa.
- Gianni Schicchi

Luogo: Firenze.

Tempo: 1299.

La terza opera è la più famosa, una farsa piena di avidità e connivenze.

## Discografia parziale
- Trittico, Bartoletti/Freni/Nucci/Alagna - 1991 Decca
- Trittico, Gardelli/Del Monaco/Tebaldi - 1962 Decca